# 卡拉布里托
卡拉布里托（義大利語：Calabritto），是意大利阿韦利诺省的一个市镇。总面积50.12平方公里，人口2561人，人口密度51.1人/平方公里（2009年）。ISTAT代码为064014。